# Edward Patton
Edward Bickford Patton –conocido como Ted Patton– (Nueva York, 18 de febrero de 1966) es un deportista estadounidense que compitió en remo.
Participó en los Juegos Olímpicos de Seúl 1988, obteniendo una medalla de bronce en la prueba de ocho con timonel. Ganó una medalla de oro en el Campeonato Mundial de Remo de 1987, en la misma prueba.

## Palmarés internacional
| Juegos Olímpicos   | Juegos Olímpicos       | Juegos Olímpicos  | Juegos Olímpicos |
| Año                | Lugar                  | Medalla           | Prueba           |
| ------------------ | ---------------------- | ----------------- | ---------------- |
| 1988               | Seúl (Corea del Sur)   | Medalla de bronce | Ocho con timonel |
| Campeonato Mundial |                        |                   |                  |
| Año                | Lugar                  | Medalla           | Prueba           |
| 1987               | Copenhague (Dinamarca) | Medalla de oro    | Ocho con timonel |